# Bibi és Tina II. – Elátkozva
A Bibi és Tina – Elátkozva (eredeti cím: Bibi & Tina: Voll verhext!) 2014-ben bemutatott német film, amely valós díszletek között készült élőszereplős változata a Bibi és Tina című animációs sorozatnak, Agi Dawaachu ötlete nyomán. A rendezője Detlev Buck, a producerei Detlev Buck, Christoph Daniel, Marc Schmidheiny és Sonja Schmitt, a forgatókönyvírója Bettina Börgerding, a zeneszerzői Ulf Leo Sommer, Daniel Faust és Peter Plate. A főszerepekben Lina Larissa Strahl és Lisa-Marie Koroll láthatóak. A film a DCM Productions, a Boje Buck Produktion, a Kiddinx Entertainment és a Zweites Deutsches Fernsehen gyártásában készült, a DCM Film Distribution forgalmazásában jelent meg. Műfaját tekintve családi kalandfilm. Németországban 2014. december 25-én mutatták be, Magyarországon 2018. február 4-én mutatta be az M2.

## Cselekmény
Falko grófot kirabolják, a rendőrség Greta Müller vezetésével nyomozásba kezd. Alex nem bízik a hatóságban, Tinával a saját szakállukra kérdezősködni kezdenek. Frau Martinnak anyagi gondjai vannak, ezért elfogadja Tarikék jelentkezését a lovas táborba, Bibi nagy örömére. Kiderül, hogy egy titkos megbízó mozgatja a szálakat, ám csak az éves jelmezbálban derül fény a kilétére.

## Szereplők
| Szereplő                  | Színész             | Magyar hang    |
| ------------------------- | ------------------- | -------------- |
| Bibi Blocksberg           | Lina Larissa Strahl | Pekár Adrienn  |
| Tina Martin               | Lisa-Marie Koroll   | Lamboni Anna   |
| Alexander von Falkenstein | Louis Held          | Jéger Zsombor  |
| Falko von Falkenstein     | Michael Maertens    | Kerekes József |
| Dagobert                  | Martin Seifert      | Forgács Gábor  |
| Susanne Martin            | Winnie Böwe         | Zakariás Éva   |
| Holger Martin             | Fabian Buch         | Makray Gábor   |
| Tarik Schmüll             | Emilio Sakraya      | Kilin Bertalan |
| Ole Schmüll               | Ivo Kortlang        | Bogdán Gergő   |
| Greta Müller              | Mavie Hörbiger      | Roatis Andrea  |
| Angus Naughty             | Olli Schulz         | Vida Péter     |
| Hans Kakmann              | Charly Hübner       | Holl Nándor    |
| Sophia von Gelenberg      | Ruby O. Fee         | Szabó Luca     |
| Freddy                    | Max von der Groeben | Nikas Dániel   |
| Archie bácsi              | Raphael Dwinger     | Bognár Tamás   |
| Dr. "Mókus" Eichhorn      | Detlev Buck         | Kapácsy Miklós |

## Magyar változat[3]
A szinkront az MTVA megbízásából a Direct Dub Studios készítette.
- Magyar szöveg:Niklosz Krisztina
- Szerkesztő: Német Beatrix
- Hangmérnök és vágó: Papp Krisztián
- Gyártásvezető: Bogdán Anikó
- Szinkronrendező: Vajda István
- Produkciós vezető: Bor Gyöngyi
- Felolvasó: Endrédi Máté

További magyar hangok: Berecz Kristóf Uwe, Czető Zsanett, Dóka Andrea, Harmath Imre, Kobela Kíra, Lázár Erika, Mesterházy Gyula, Pauwlik Gréta, Simonyi Réka, Vida Bálint, Vida Sára